# Vulpes vulpes caucasica
Vulpes vulpes caucasica es una subespecie de  mamíferos carnívoros  de la familia Canidae.

## Distribución geográfica
Se encuentra en Eurasia.